# 낯선 도시에서의 하루
《낯선 도시에서의 하루》는 대한민국의 음악 그룹인 에피톤 프로젝트의 두 번째 정규 음반이다.

## 수록곡
1. 5122
2. 이제, 여기에서
3. 시차
4. 다음날 아침 (duet with 한희정)
5. 새벽녘
6. 초보비행
7. 국경을 넘는 기차
8. 떠나자
9. 우리의 음악
10. 믿을게
11. 터미널
12. 미뉴에트